# Enclos paroissial de Ploudiry
L'enclos paroissial de Ploudiry est un enclos paroissial situé dans la commune de Ploudiry (Finistère, Bretagne). Il inclut l'église Saint-Pierre, un calvaire et un ossuaire. L'église et l'ossuaire sont classés monument historique en 1916, tandis que le calvaire et le mur d'enceinte sont inscrits en 1997.

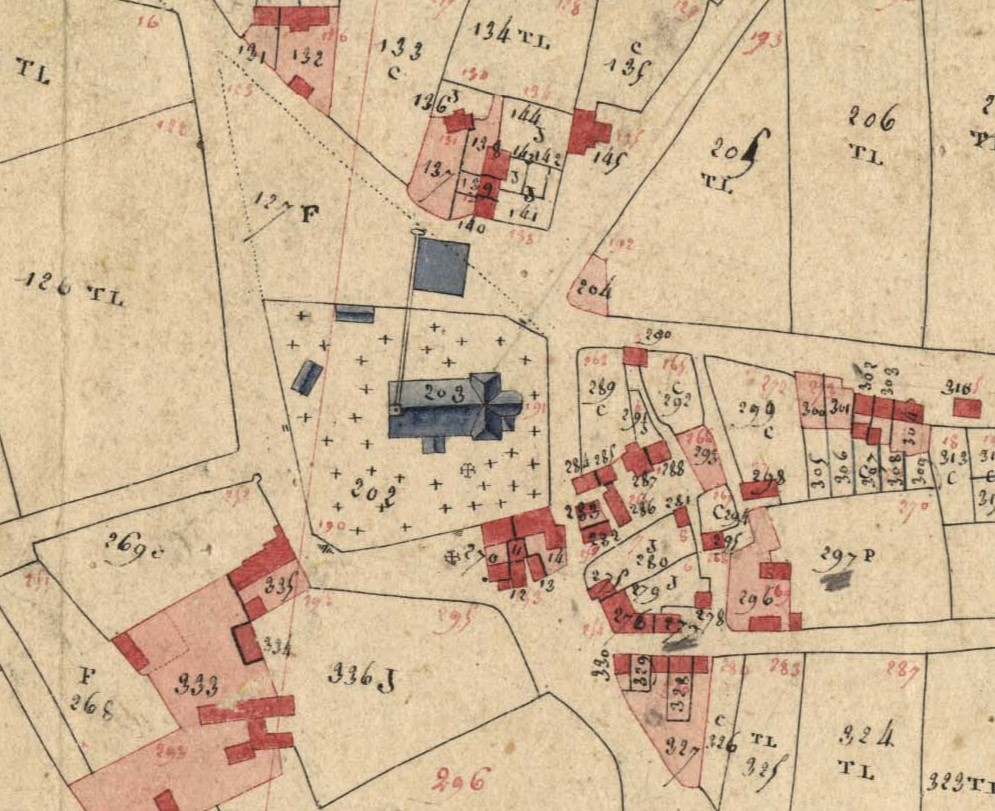
Plan de l'enclos en 1812. l'ossuaire est visible à l'ouest. Un autre bâtiment, détruit, était présent dans la partie nord.

## Galerie

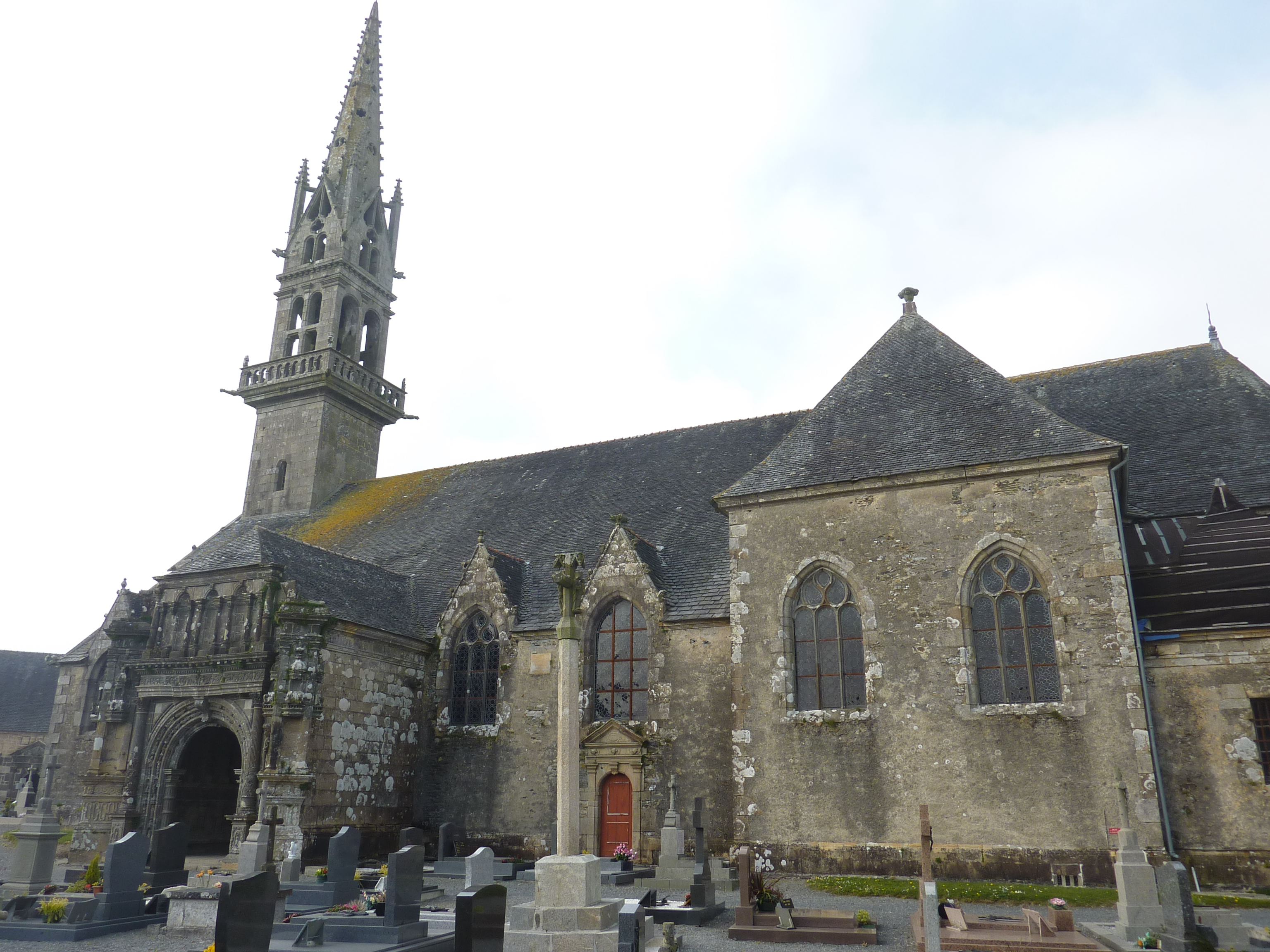
Eglise.
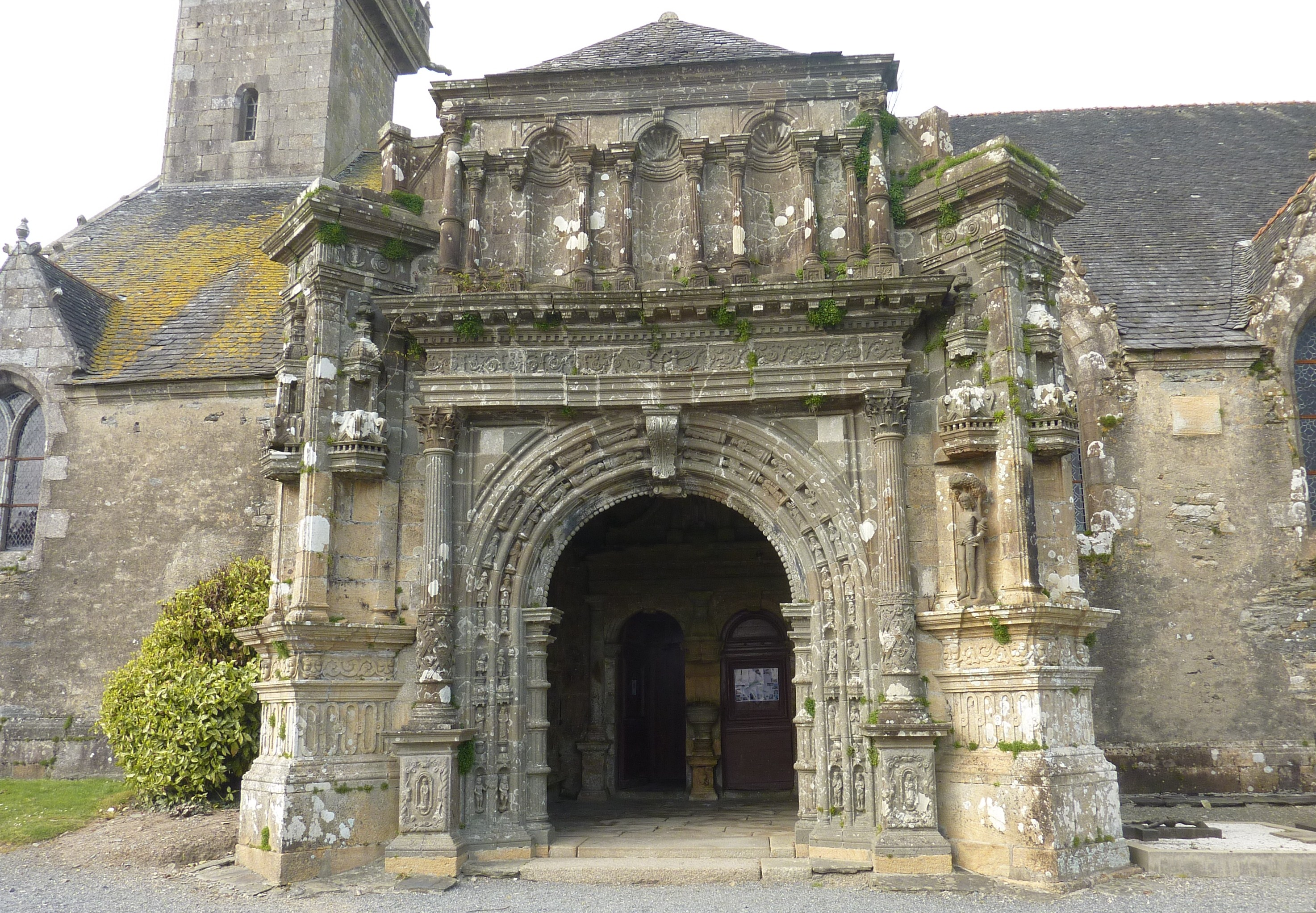
Porche sud.
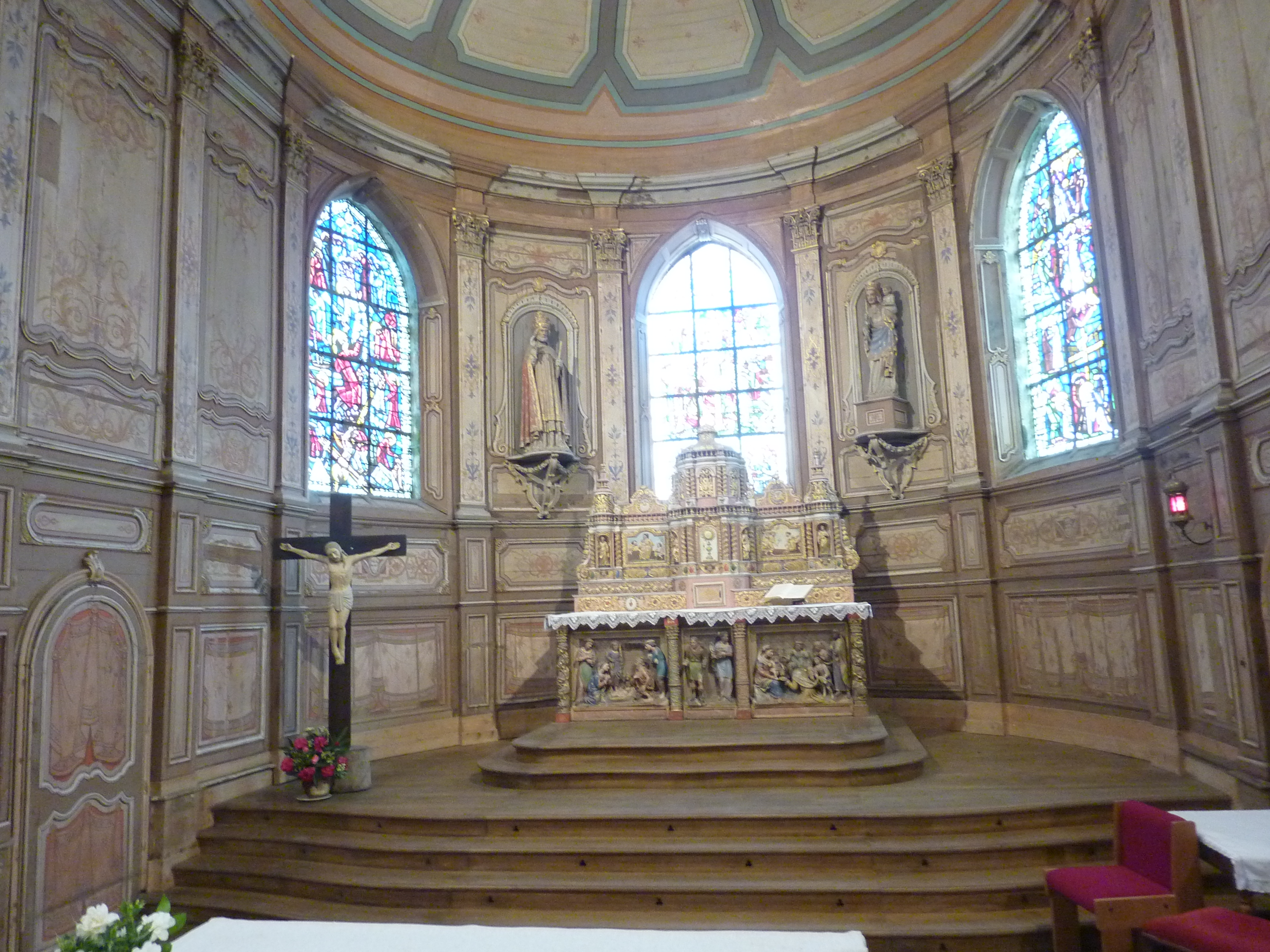
Chœur de l'église.
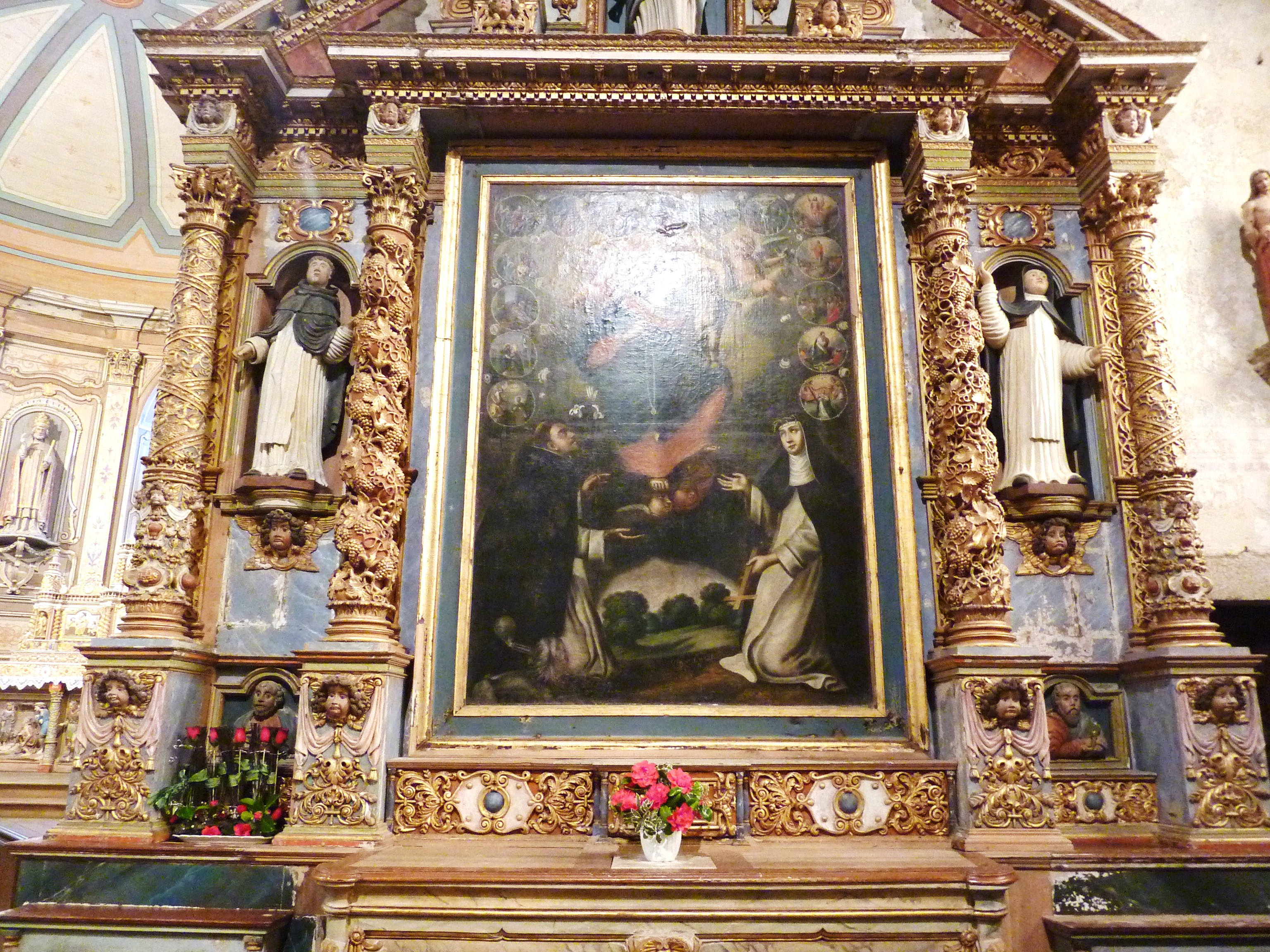
Retable du rosaire.
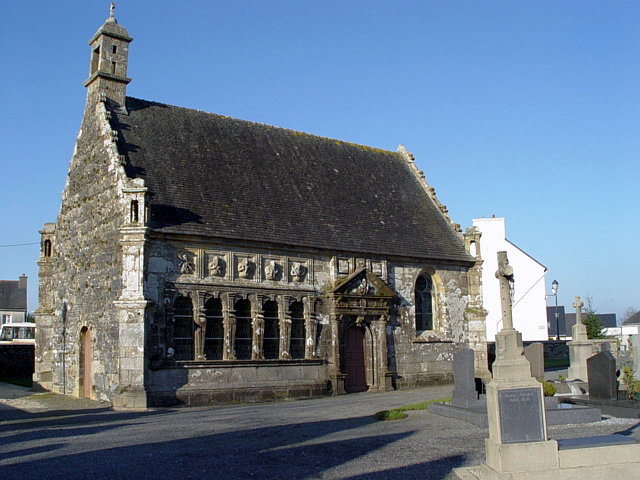
Ossuaire.
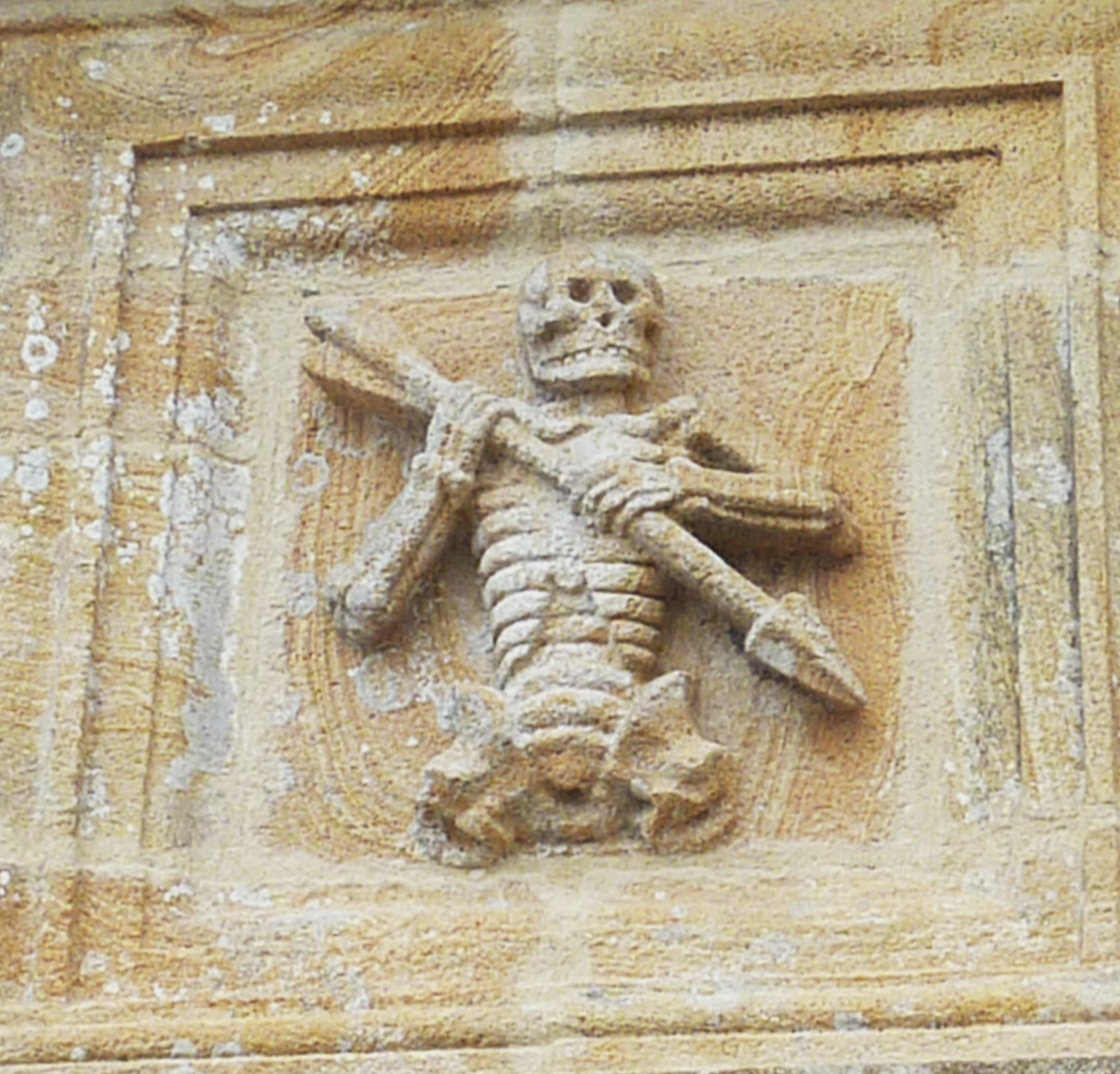
Ankou sur l'ossuaire.
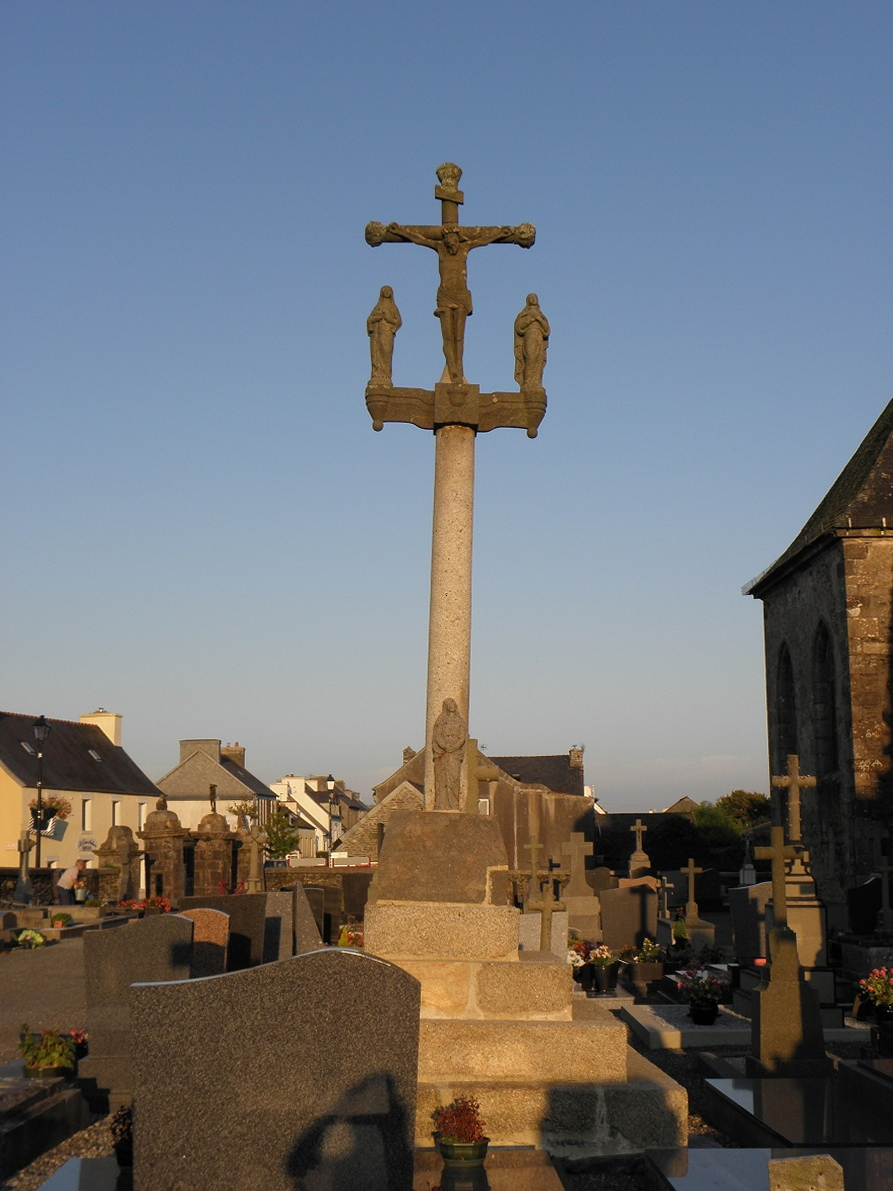
Calvaire.
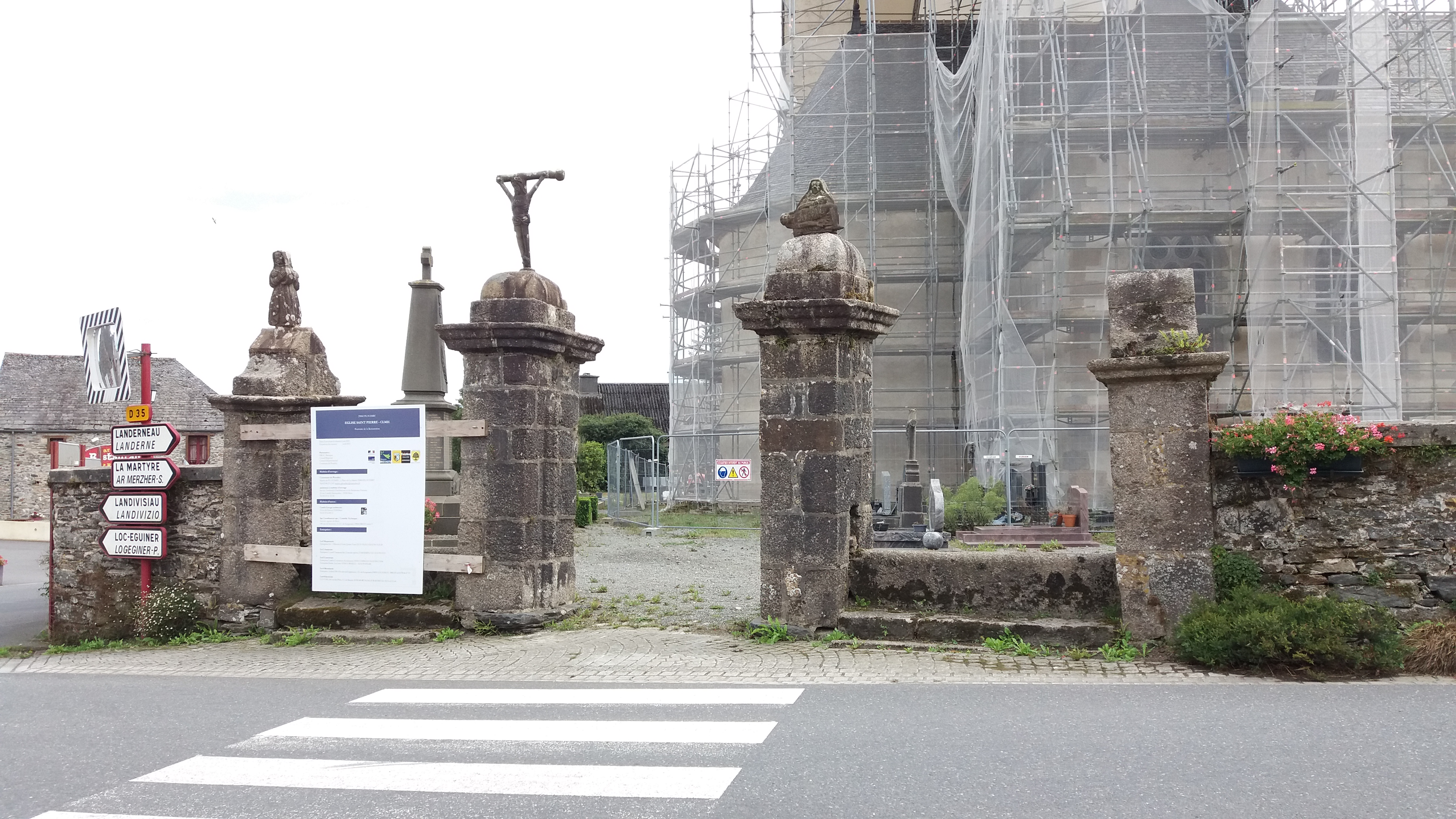
Porte nord.
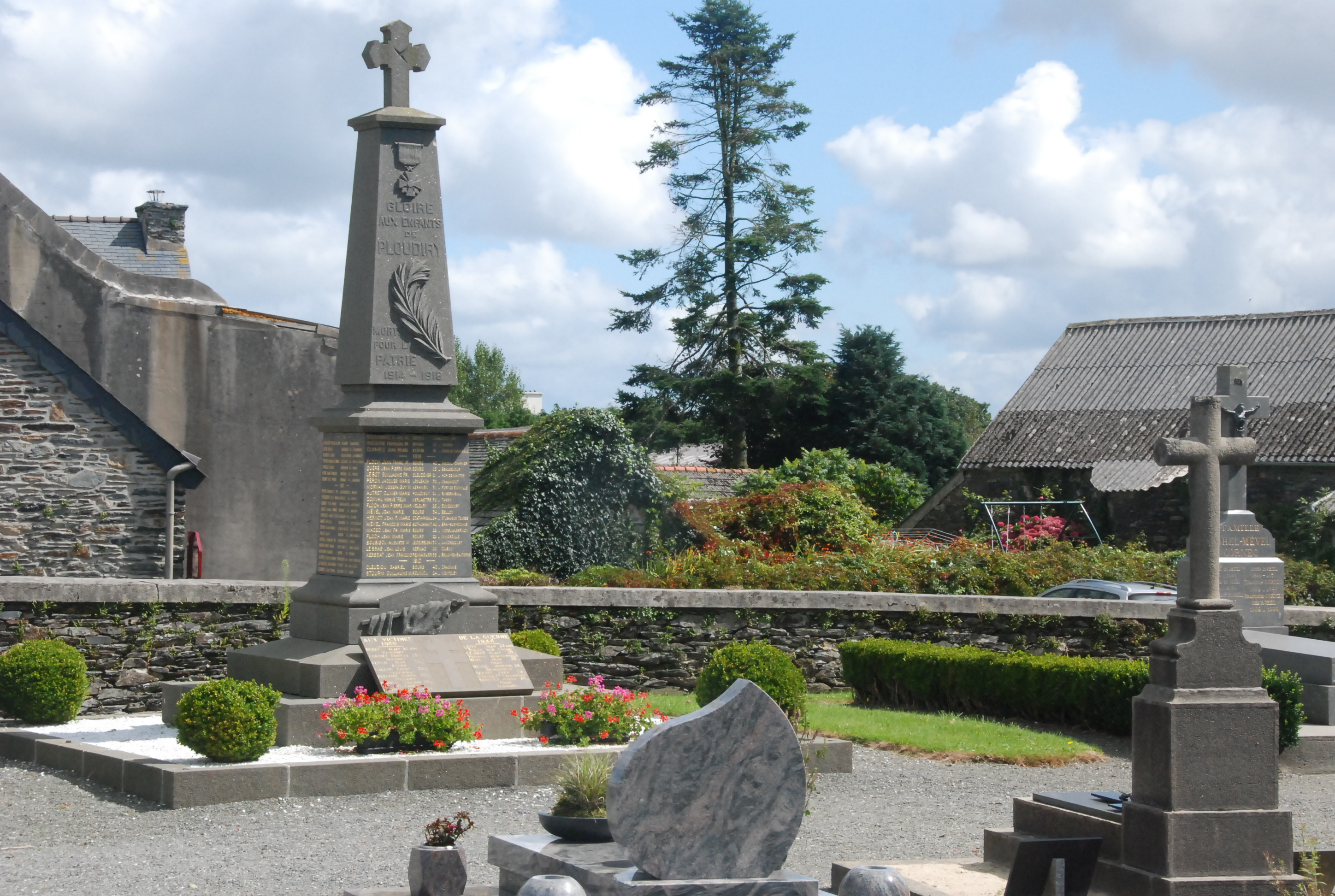
Monument aux morts.